# Rectoseptabrunsiina
Rectoseptabrunsiina es un género de foraminífero bentónico normalmente considerado un subgénero de Septabrunsiina, es decir, Septabrunsiina (Rectoseptabrunsiina) de la subfamilia Septabrunsiininae, de la familia Tournayellidae, de la superfamilia Tournayelloidea, del suborden Fusulinina y del orden Fusulinida. Su especie tipo es Septabrunsiina (Rectoseptabrunsiina) postchusovensis. Su rango cronoestratigráfico abarca el Viseense (Carbonífero inferior).

## Discusión
Algunas clasificaciones más recientes incluyen Rectoseptabrunsiina en la familia Septabrunsiinidae, de la superfamilia Lituotubelloidea, del suborden Tournayellina, del orden Tournayellida, de la subclase Fusulinana y de la clase Fusulinata.

## Clasificación
Rectoseptabrunsiina incluye a las siguientes especies:
- Rectoseptabrunsiina postchusovensis †, también considerado como Septabrunsiina (Rectoseptabrunsiina) postchusovensis †